# Entyloma
Genre
Entyloma est un genre de champignon phytoparasite de la famille des Entylomataceae, de la classe des Exobasidiomycetes et de la sous-division des Ustilaginomycotina. Son espèce type est Entyloma microsporum.
Les espèces de ce genre provoquent des maladies fongiques sur certaines Dicotylédones herbacées. Leurs sores forment des taches ou plus rarement des pustules sur les feuilles de ces plantes et, plus rarement sur les tiges. Elles peuvent apparaître initialement vert pâle, jaunissant à mesure que la saison avance ; beaucoup devenant finalement marron lorsque le tissu foliaire meurt,.
Les spores, sont soit seules, soit en groupes, généralement jaunes à rougeâtres, rarement sombres, souvent lisses et avec une enveloppe gélatineuse épaisse, incolore et rarement verruqueuse,.
Entyloma est la forme reproductrice sexuée de ce champignon, sa forme reproductrice asexuée étant nommée Entylomella,.

## Ensemble des espèces

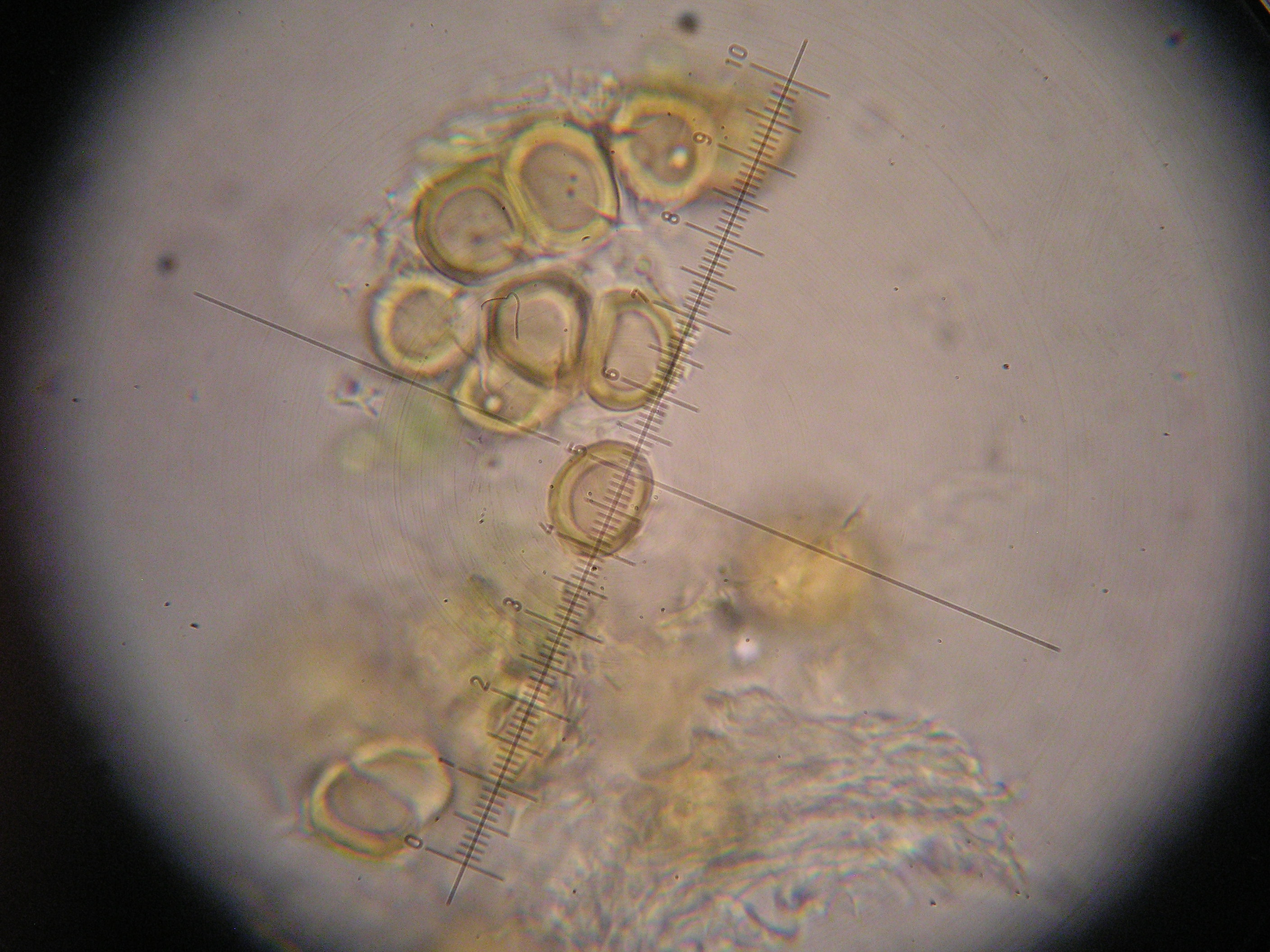
Spores d'Entyloma cosmi sur Cosmos bipinnatus

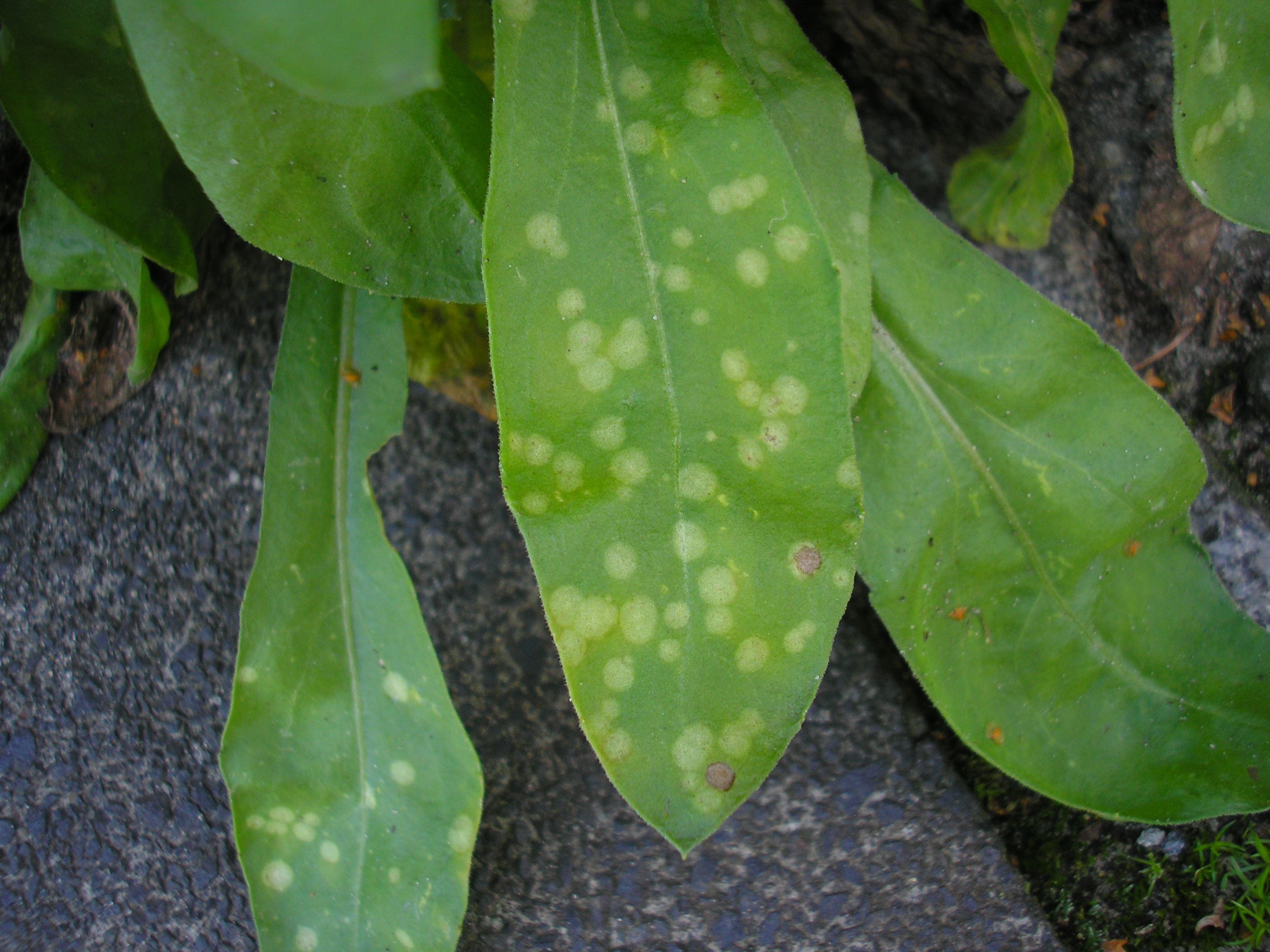
Entyloma calendulae sur Calendula officinalis

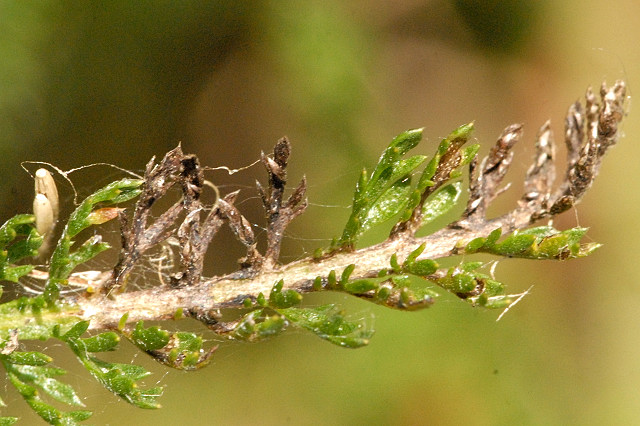
Entyloma achilleae sur Achillea millefolium

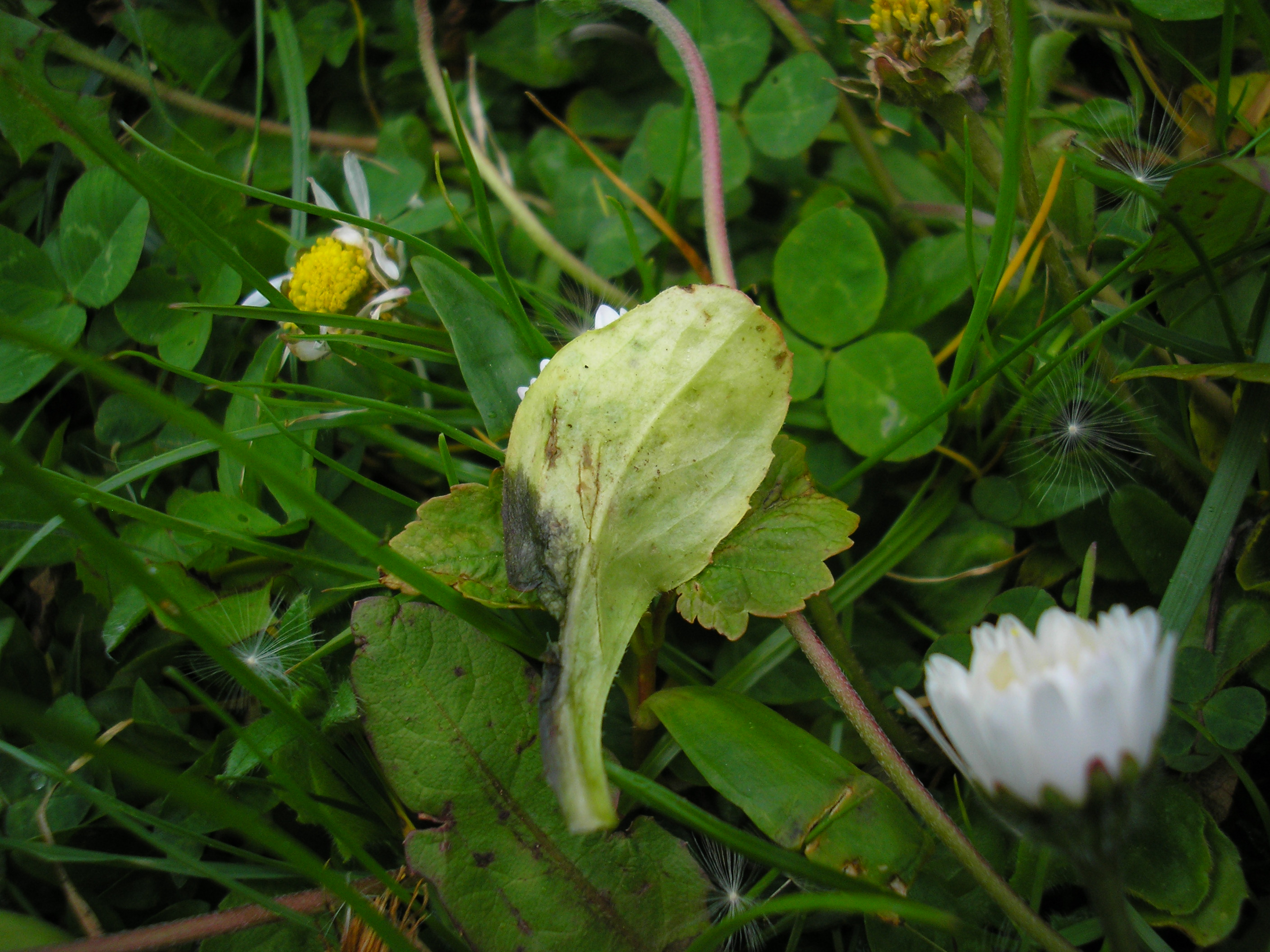
Entyloma bellidis sur Bellis perennis

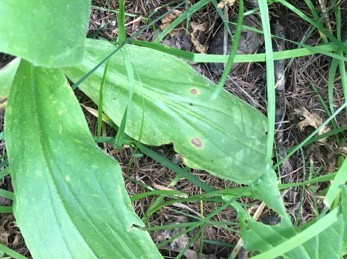
Entyloma arnicale sur Arnica montana

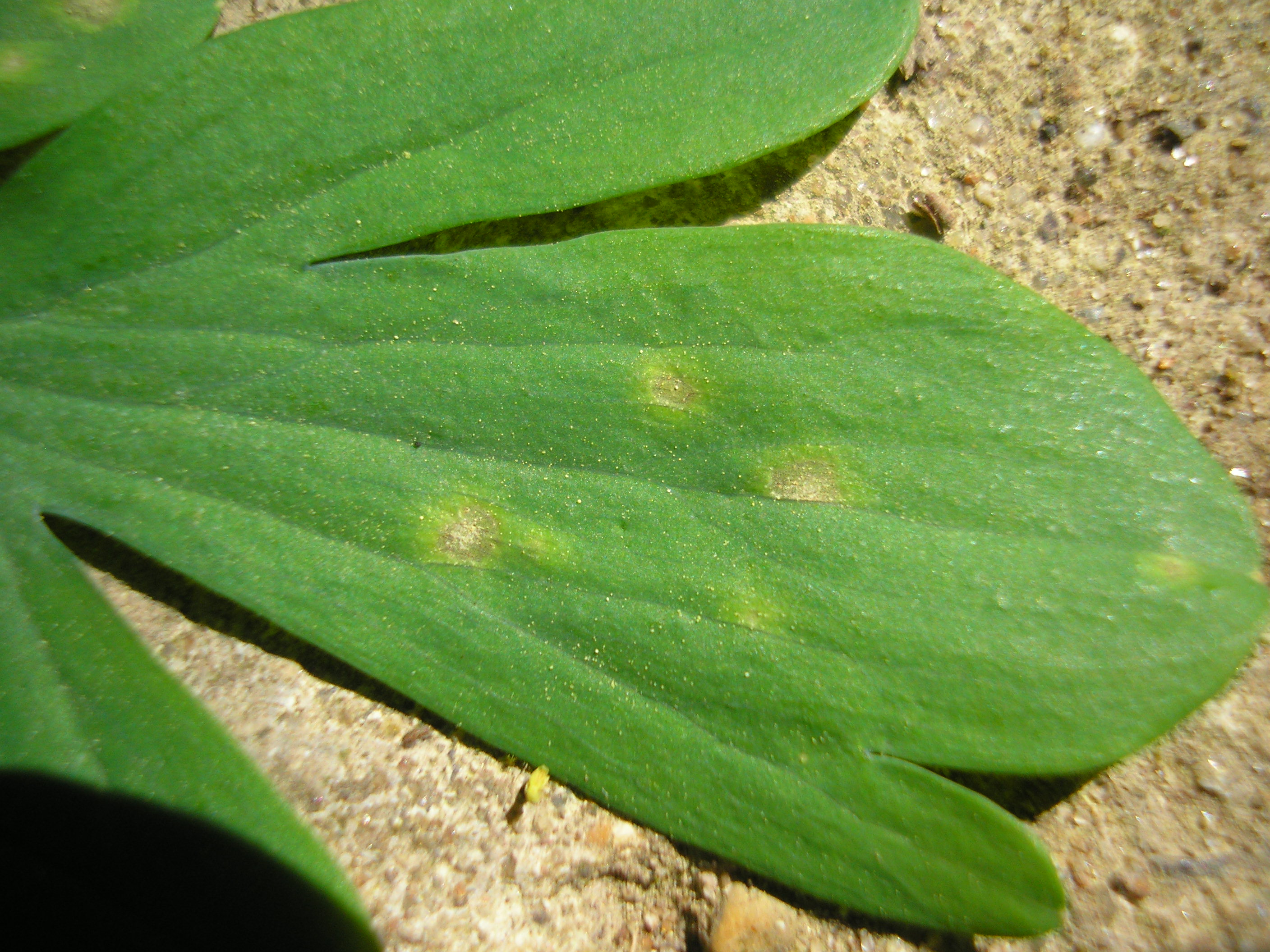
Entyloma corydalis sur Corydalis cava

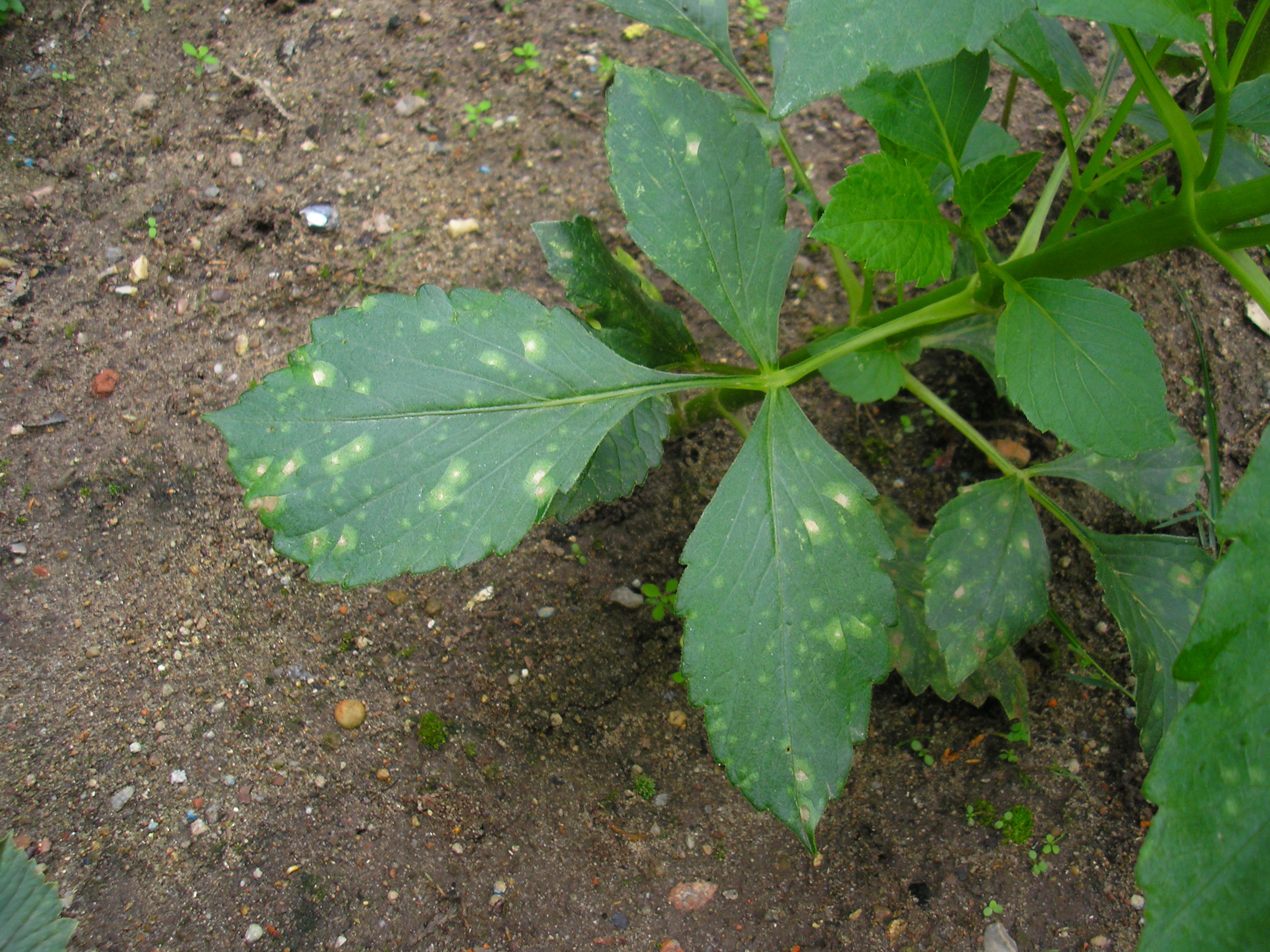
Entyloma dahliae sur Dahlia hortensis

Selon Index Fungorum :
- Entyloma acanthocephali
- Entyloma achilleae
- Entyloma aeschynomenis
- Entyloma ageratinae
- Entyloma agoseridis
- Entyloma aldamae
- Entyloma alopecurivorum
- Entyloma amaranthi
- Entyloma ambrosiae-maritimae
- Entyloma ameghinoi
- Entyloma antennariae
- Entyloma aposeridis
- Entyloma aquaticum
- Entyloma arctothecae
- Entyloma arctotis
- Entyloma aristolochiae
- Entyloma armoraciae
- Entyloma arnaudianum
- Entyloma arnicale
- Entyloma asterisci-maritimi
- Entyloma asteris-sericei
- Entyloma atlanticum
- Entyloma australe
- Entyloma bavaricum
- Entyloma bellidiastri
- Entyloma bellidis
- Entyloma bergeniae
- Entyloma betiphilum
- Entyloma blumeae
- Entyloma boraginis
- Entyloma bracteanthae
- Entyloma browalliae
- Entyloma bullulum
- Entyloma bupleuri
- Entyloma calceolariae
- Entyloma calendulae
- Entyloma carmeli
- Entyloma castillejae
- Entyloma catananchis
- Entyloma ceratocephali
- Entyloma chaenorrhini
- Entyloma chelidonii
- Entyloma chilense
- Entyloma chloridis
- Entyloma chrysosplenii
- Entyloma cichorii
- Entyloma circaeae
- Entyloma cissigenum
- Entyloma clintonianum
- Entyloma collinsiae
- Entyloma comaclinii
- Entyloma commelinae
- Entyloma compositarum
- Entyloma convolvuli
- Entyloma coreopsis
- Entyloma corydalis
- Entyloma cosmi
- Entyloma costaricense
- Entyloma crepidicola
- Entyloma crepidis
- Entyloma crepidis-rubrae
- Entyloma crepidis-tectori
- Entyloma cynoglossi
- Entyloma cynosuri
- Entyloma cyperi
- Entyloma dahliae
- Entyloma davisii
- Entyloma debonianum
- Entyloma deliliae
- Entyloma deschampsiae
- Entyloma diastateae
- Entyloma doebbeleri
- Entyloma dubium
- Entyloma echinaceae
- Entyloma echinopis
- Entyloma ecuadorense
- Entyloma ellisii
- Entyloma erigerontis
- Entyloma erodianum
- Entyloma erodii
- Entyloma eryngii
- Entyloma eryngii-alpini
- Entyloma eryngii-cretici
- Entyloma eryngii-dichotomi
- Entyloma eryngii-maritimi
- Entyloma eryngii-plani
- Entyloma eryngii-tricuspidati
- Entyloma eschscholziae
- Entyloma espinosae
- Entyloma eugeniarum
- Entyloma farisii
- Entyloma fergussonii
- Entyloma feurichii
- Entyloma ficariae
- Entyloma fimbriatum
- Entyloma flavum
- Entyloma floerkeae
- Entyloma fragosoi
- Entyloma frondosa
- Entyloma fumariae
- Entyloma fuscum
- Entyloma gaillardiae
- Entyloma gaillardianum
- Entyloma galinsogae
- Entyloma garcilassae
- Entyloma garhadioli
- Entyloma gaudiniae
- Entyloma geranti
- Entyloma gibbum
- Entyloma globigenum
- Entyloma glyceriae
- Entyloma grampiansis
- Entyloma gratiolae
- Entyloma guaraniticum
- Entyloma guizotiae
- Entyloma helianthi
- Entyloma helosciadii
- Entyloma henningsianum
- Entyloma heterothecae
- Entyloma hieracii
- Entyloma hieroense
- Entyloma ho-chunkii
- Entyloma holwayi
- Entyloma hydrocotyles
- Entyloma hypecoi
- Entyloma hypochaeridis
- Entyloma jaegeriae
- Entyloma kazachstanicum
- Entyloma khandalense
- Entyloma korshinskyi
- Entyloma kundmanniae
- Entyloma lagerheimianum
- Entyloma lagerheimii
- Entyloma lagoeciae
- Entyloma lapponicum
- Entyloma lavrovianum
- Entyloma leontices
- Entyloma leontodontis
- Entyloma leucanthemi
- Entyloma leucomaculans
- Entyloma linariae
- Entyloma lini
- Entyloma lithophragmatis
- Entyloma lobeliae
- Entyloma ludwigianum
- Entyloma madiae
- Entyloma magnusii
- Entyloma magocsyanum
- Entyloma maireanum
- Entyloma majewskii
- Entyloma maroccanum
- Entyloma martindalei
- Entyloma matricariae
- Entyloma meconopsidi
- Entyloma medicaginis
- Entyloma mediterraneum
- Entyloma meliloti
- Entyloma menispermi
- Entyloma microsporum
- Entyloma moniliferum
- Entyloma montis-rainieri
- Entyloma mundkurii
- Entyloma myosuri
- Entyloma mysorense
- Entyloma nephrolepidis
- Entyloma nierenbergiae
- Entyloma nigellae
- Entyloma nigricans
- Entyloma novae-zelandiae
- Entyloma nubilum
- Entyloma obionum
- Entyloma occultum
- Entyloma oenanthes
- Entyloma pammelii
- Entyloma paradoxum
- Entyloma parietariae
- Entyloma parthenii
- Entyloma pastinacae
- Entyloma pavlovii
- Entyloma peninsulae
- Entyloma peregrinum
- Entyloma petuniae
- Entyloma peullense
- Entyloma phalaridis
- Entyloma picridis
- Entyloma plantaginis
- Entyloma poae
- Entyloma podospermi
- Entyloma polygoni-amphibii
- Entyloma polygoni-punctati
- Entyloma polypogonis
- Entyloma polysporum
- Entyloma primulae
- Entyloma pustulosum
- Entyloma ranunculacearum
- Entyloma ranunculi-repentis
- Entyloma ranunculi-scelerati
- Entyloma ranunculorum
- Entyloma rhagadioli
- Entyloma saccardoanum
- Entyloma saniculae
- Entyloma scalianum
- Entyloma scandicis
- Entyloma semenoviana
- Entyloma serotinum
- Entyloma sidae-rhombifoliae
- Entyloma siegesbeckiae
- Entyloma sonchi
- Entyloma speciosum
- Entyloma spectabile
- Entyloma spegazzinii
- Entyloma spilanthis
- Entyloma sporoboli
- Entyloma spragueanum
- Entyloma tagetesium
- Entyloma tanaceti
- Entyloma taraxaci
- Entyloma terrieri
- Entyloma thalictri
- Entyloma thirumalacharii
- Entyloma tichomirovii
- Entyloma tolpidis
- Entyloma tomilinii
- Entyloma tozziae
- Entyloma trigonellae
- Entyloma uliginis
- Entyloma unamunoi
- Entyloma urocystoides
- Entyloma variabile
- Entyloma veronicae
- Entyloma verruculosum
- Entyloma vignae
- Entyloma violae
- Entyloma vulpiae
- Entyloma winteri
- Entyloma wisconsiniense
- Entyloma wroblewskii
- Entyloma wyomingense
- Entyloma xanthii
- Entyloma xauense
- Entyloma zacintha
- Entyloma zinniae
- Entyloma zsakii
- Entylomaster dietelianus
- Entylomaster typhonii